# Palais de Herrenhausen
Pour les articles homonymes, voir Herrenhausen (homonymie).
Le palais de Herrenhausen (en allemand : Schloss Herrenhausen)  est un ancien palais royal, appartenant à la maison de Hanovre, situé dans le quartier de Herrenhausen dans la ville de Hanovre en Allemagne. Construit à partir de 1640, et agrandi en plusieurs phases à partir de 1676, il est détruit lors des bombardements de Hanovre en 1943, puis reconstruit entre 2009 et 2013, et sert aujourd'hui de musée et de lieu d'exposition.

## Reconstruction
En novembre 2007, des négociations sont engagées entre la ville de Hanovre et la Fondation Volkswagen sur la reconstruction du palais de Herrenhausen. En juillet 2009, la ville et la Fondation signent un bail emphytéotique d'une durée de 99 ans. Sur cette base, la façade du château classique est reconstruite avec des fonds de la Fondation Volkswagen, selon les plans du bureau d'architecte de Hambourg JK - Jastrzembski Kotulla, pour un budget d'un peu plus de 25 millions d'euros.
La première pierre est posée le 6 juin 2011 et l'inauguration a lieu le 18 janvier 2013 avec une conférence du président du Tribunal constitutionnel fédéral, Andreas Voßkuhle.